# Relació espúria
En estadística, una  relació espúria (o, de vegades, correlació espúria) és una relació matemàtica en la qual dos esdeveniments no tenen connexió lògica, encara que es pot implicar que la tenen a causa d'un tercer factor no considerat encara (anomenat «factor de confusió» o «variable amagada»). La relació espúria fa l'efecte de l'existència d'un vincle apreciable entre dos grups que és invàlid quan s'examina objectivament.

## Exemple general
Un exemple d'una relació espúria pot ser il·lustrat examinant les vendes de gelats d'una ciutat. Aquestes són més altes quan la taxa de sufocació és més gran. Sostenir que la venda de gelats causa les sufocacions seria implicar una relació espúria entre les dues. En realitat, una onada de calor pot haver causat ambdues. L'onada de calor és un exemple de variable amagada.

## Estadística
El terme s'usa comunament en estadística i particularment en tècniques d'investigació experimental. La investigació experimental intenta comprendre i predir les relacions causals (X → Y). Una correlació no causal pot crear-se de manera espúria per un antecedent que causa ambdues (W → X & Y). Les variables que intervenen (X → W → I), si no són detectades, poden fer semblar que una causalitat indirecta és directa. Per això, les correlacions identificades experimentalment no representen relacions causals a menys que les relacions espúries siguin descartades.
En la pràctica, s'han de complir tres condicions per a poder concloure que X causa I, directament o indirectament:
- X ha de precedir I.
- I no ha d'ocórrer quan X no passa.
- I ha de passar cada vegada que X passi.

Les relacions espúries sovint poden ser identificades considerant que qualsevol d'aquestes condicions ha estat violada.
La condició final pot relaxar-se en el cas de la causalitat indirecta. Per exemple, consideri's un duel de pistoles. Dues persones s'enfronten i disparen l'una a l'altra. Si una en mor com a resultat del tret de l'altra persona, podrem concloure correctament que l'altra persona va causar la mort de la primera. No obstant això, si un metge salva la vida de la persona ferida (violant així la tercera premissa), això no soscava la causalitat, només la causalitat «directa». El dany biològic (W) provocat pel tret (X) causa la mort (I), però no el tret en si, ja que es permet la intervenció mèdica.